# Geórgios Vagionás
Geórgios Vagionás (en grec moderne : Γεώργιος Βαγιωνάς), né le 8 avril 1940 à Arnéa en Grèce, est un homme politique grec.

## Biographie
Aux élections législatives grecques de janvier 2015, il est élu député au Parlement grec sur la liste de la Nouvelle Démocratie dans la circonscription de la Chalcidique.